# Zetobora ampla
Zetobora ampla är en kackerlacksart som först beskrevs av Morgan Hebard 1921.  Zetobora ampla ingår i släktet Zetobora och familjen jättekackerlackor. Inga underarter finns listade i Catalogue of Life.